# Sofiane Boufal
Sofiane Boufal (París, Francia, 17 de septiembre de 1993) es un futbolista francés nacionalizado marroquí. Juega de centrocampista y su equipo es el Union Saint-Gilloise de la Primera División de Bélgica.

## Trayectoria

### Angers SCO
Boufal se formó en la cantera del Angers SCO, firmando un contrato profesional con dicho club en 2013. Jugó habitualmente en el primer equipo, que entonces estaba en la Ligue 2, formando parte durante media temporada de la plantilla que ascendió a la Ligue 1. 

### LOSC Lille
En enero de 2015, fue traspasado al Lille OSC. Pronto se convertiría en un jugador habitual en el esquema del entrenador René Girard gracias a su buen rendimiento: El 12 de abril de 2015, marcó su primer gol con la camiseta de los dogos de penalti y dio la victoria al Lille frente al Évian (0-1); y posteriormente, fue ovacionado al dar dos pases de gol en la victoria de su equipo contra el Girondins de Burdeos. En la última jornada de la Ligue 1 2014/15, volvió a regalar dos asistencias a sus compañeros en la victoria contra el Metz. Terminó su primera media temporada en el equipo con un total de 3 goles y 6 asistencias en 16 partidos.
En la temporada 2015-16, pese al flojo rendimiento de su equipo, que rozó los puestos de descenso en la primera parte de la Ligue 1, Boufal se erigió como el mejor futbolista del Lille (siendo el máximo goleador del equipo pese a no ser un delantero centro) y como una de las jóvenes promesas del campeonato francés, hecho que suscitó el interés de diferentes clubes europeos. El 16 de abril de 2016, Boufal consigue su primer "hat-trick" como profesional en el triunfo por 2 a 4 frente al Gazélec Ajaccio. Visto el gran rendimiento del jugador, los dirigentes del club eran conscientes de que no podría mantenerlo en el equipo por más tiempo, dado que cada vez sonaban más equipos europeos como su próximo destino.

### Southampton FC
En agosto de 2016 fue fichado por el Southampton Football Club. Una vez recuperado de una lesión de rodilla, debutó con su nuevo equipo el 20 de octubre, en un partido de la Liga Europea contra el Inter de Milán. Posteriormente, el 11 de diciembre, marcó su primer gol en la Premier League, tanto que le dio la victoria a su equipo frente al Middlesbrough.

### Celta de Vigo
El 20 de julio de 2018 el Real Club Celta de Vigo anunció su llegada cedido por una temporada con opción de compra.

## Selección nacional
En mayo de 2015 fue convocado por el seleccionador de Marruecos Ezaki Badou, para un partido oficial contra Libia. Sin embargo, finalmente no llegó a acudir con la selección marroquí por una lesión de última hora. El jugador manifestó que necesitaba tiempo para reflexionar y decantarse por jugar con Marruecos o con Francia, ya que es elegible por ambos países al tener doble nacionalidad. Finalmente, en marzo de 2016 declaró haber optado por la selección marroquí.

### Participaciones en Copas del Mundo
| Mundial      | Sede  | Resultado     | Partidos | Goles |
| ------------ | ----- | ------------- | -------- | ----- |
| Mundial 2022 | Catar | Cuarto puesto | 7        | 0     |

## Clubes
| Club                        | País       | Año       |
| --------------------------- | ---------- | --------- |
| Angers S. C. O.             | Francia    | 2013-2015 |
| Lille O. S. C.              | Francia    | 2015-2016 |
| Southampton F. C.           | Inglaterra | 2016-2020 |
| R.C. Celta de Vigo (cedido) | España     | 2018-2019 |
| Angers S. C. O.             | Francia    | 2020-2023 |
| Al-Rayyan S. C.             | Catar      | 2023-2024 |
| Union Saint-Gilloise        | Bélgica    | 2024-     |

## Palmarés

### Títulos nacionales
| Título                      | Club                 | País    | Año  |
| --------------------------- | -------------------- | ------- | ---- |
| Primera División de Bélgica | Union Saint-Gilloise | Bélgica | 2025 |

### Distinciones individuales
| Distinción                                                    | Año     |
| ------------------------------------------------------------- | ------- |
| Premio Marc-Vivien Foé (mejor jugador africano de la Ligue 1) | 2016    |
| Premier League Goal of the Season                             | 2017-18 |